# Городское поселение Некрасовский
Городское поселение Некрасовский — упразднённое муниципальное образование со статусом городского поселения в Дмитровском районе Московской области Российской Федерации.

## Общие сведения
Образовано согласно Закону Московской области от 28 февраля 2005 года № 74/2005-ОЗ. 19 мая 2018 года упразднено с включением в состав новообразованного Дмитровского городского округа.
Административный центр — посёлок городского типа Некрасовский.
Глава городского поселения — Колков Сергей Иванович. Адрес администрации: 141865, Московская область, Дмитровский район, пос. Некрасовский, ул. Северная, д. 9.

## География
Расположено на юге района. Граничит с Габовским сельским поселением и городским поселением Икша, Федоскинским сельским поселением Мытищинского района и городским округом Лобня. Площадь территории городского поселения составляет 1979 га (19,79 км²).

## История
С 23 ноября 2010 года в состав городского поселения вошёл посёлок Новонекрасовский, переданный из Федоскинского сельского поселения Мытищинского района.

## Население
| 2006    | 2007    | 2008    | 2009    | 2010    | 2011    |
| ------- | ------- | ------- | ------- | ------- | ------- |
| 9761    | ↗10 360 | ↗10 530 | ↗10 674 | ↘10 429 | ↗10 620 |
| 2012    | 2013    | 2014    | 2015    | 2016    | 2017    |
| →10 620 | ↘10 611 | ↘10 601 | ↗10 700 | ↗10 828 | ↗11 209 |
| 2018    |         |         |         |         |         |
| ↗11 665 |         |         |         |         |         |

## Состав
В состав городского поселения входят:
| Вид                     | Наименование      | Население, чел. (2010) |
| ----------------------- | ----------------- | ---------------------- |
| деревня                 | Горки Сухаревские | 118                    |
| посёлок городского типа | Некрасовский      | 11 262                 |
| посёлок                 | Новонекрасовский  | 29                     |
| деревня                 | Саморядово        | 19                     |